# YTSイブニングワイド
『YTSイブニングワイド』は、山形テレビが1979年4月2日から1981年3月に放送していた、（ニュースを包含した）平日夕方の山形県向けローカルワイド情報番組。 

## 番組概要
フジテレビ系『FNNニュースレポート6:30』の山形ネットを終了させ、山形放送『YBC6時です』とNHK山形放送局の『やまがた630』に対抗する形で放送を開始した。この番組はどちらかといえば報道色が濃くないため、情報バラエティ番組扱いとなる（ローカルニュースを5分間のミニコーナーとして内包しているため）。
のちに報道色を高めた後番組『YTSテレビ夕刊』がスタートした。

## 番組内包コーナー
- きょうのニュース
- もしもしクイズ（毎日日替わりで、電話の末尾番号（0-9）を発表し、クイズに参加してもらう企画）
- （県内スポンサー名の）お天気情報

ほか

## 司会
- メイン
  - 天池眞樹、小池一子（ともに当時YTSアナウンサー）
- ニュースコーナー
  - 古山康夫（当時YTSアナウンサー兼報道部記者）
- 天気予報
  - 工藤敦子（当時YTSアナウンサー）

## 放送時間
- 月曜日 - 金曜日 18:30 - 19:00（1979年10月1日 - 1981年3月27日）